# Alexander Treichel
Alexander Johann August Treichel (ur. 28 sierpnia 1837 w Alt Paleschken (Stare Polaszki), zm. 26 listopada 1855 w Hoch Paleschken (Wilcze Błota) – pomorski niemiecki etnograf, posiadacz ziemski, etnolog i ludoznawca Kaszub i Kociewia.

## Życiorys
Pochodził z osiadłej na Pomorzu niemieckiej rodziny posiadaczy ziemskich. Gdy miał dwa lata, zmarł jego ojciec. Podstawy edukacji otrzymał w domu rodzinnym od nauczyciela Mehringa.   Od czwartej klasy (Quarta) – rozpoczął naukę w gimnazjum w Szczecinku (Das Königlichen Fürstlich-Hedwigschen Gymnasiums zu Neustettin), zakończoną egzaminem dojrzałości w 1859 r. W Neustettin (Szczecinek) poznał swoją późniejszą żonę Emmę Töpfer. W 1860 roku rozpoczął studia prawnicze i ekonomiczne na uniwersytecie w Berlinie. Napisał pracę doktorską, jednak z powodu choroby nie zdał egzaminów końcowych i zrezygnował w ogóle z ich zdawania w późniejszym terminie. W 1867 r. poślubił Emmę Töpfer. Mieli dwoje dzieci: syna Franza Alexandra Johannesa (1869-1946) i córkę Annę Emilie Friderike (1874-1971).
Od 1876 roku aż do śmierci w 1901 roku mieszkał w swojej pomorskiej posiadłości Hoch Paleschken (Wilcze Błota), chociaż często wyjeżdżał do Berlina. W 1898 roku zapadł na raka krtani, początkowo na jego życzenie nie leczonego. Zmarł w Wilczych Błotach wkrótce po operacji całkowitego usunięcia krtani w berlińskim szpitalu. Został pochowany na ewangelickim cmentarzu w Nowych Polaszkach. Jego grób po latach powojennego zapomnienia i destrukcji cmentarza, został zidentyfikowany i odbudowany staraniem proboszcza polaszkowskiej katolickiej parafii, ks. Edmunda Talaśki. Parafia katolicka przejęła również, jako filialny, poewangelicki szachulcowy kościół w Nowych Polaszkach.

## Zainteresowania i pasje naukowe
W Berlinie poświęcił się swoim pasjom:  botanice, geografii rozmieszczeniu roślin, a później antropologii i etnologii. Został aktywnym członkiem renomowanych towarzystw naukowych. Był sekretarzem i bibliotekarzem w Towarzystwie Botanicznym, został członkiem Berlińskiego Towarzystwa Antropologii, Etnologii i Prehistorii (Berliner Gesellschaft für Anthropologie,Ethnologie und Urgeschichte), działającego pod kierownictwem Rudolfa Virchowa. 
Publikował wiele rozpraw. 

## Ludoznawstwo
W 1876 roku –  na życzenie matki – wrócił do rodzinnych Polaszek, aby zarządzać majątkiem Wilcze Błota. Jak po 50 latach wspominała córka Anna, (...) Zdecydował się na ten krok z wewnętrznymi oporami, po długich wahaniach i rozmyślaniach – szczególnie że nie miał kwalifikacji w zakresie uprawy ziemi, a razem z Berlinem tracił swoje intelektualne otoczenie. Mimo tego jako urodzony i wychowany na wsi posiadał zrozumienie dla natury i juz niedługo miał odnaleźć tu swoje naukowe pasje (…) Był zapobiegliwym zarządcą majątku (...). Kiedy jednak nie musiał zajmować się rolnictwem, oddawał się zajęciom, które pochłaniały go całkowicie. W wielu dziedzinach jak etnografia, biologia i prehistoria, związanych z badaniem i opisem powiatu kościerskiego, a nawet całej prowincji Prus Zachodnich nie miał sobie równych. Jeździliśmy do położonych na uboczu wiosek, gdzie gromadziliśmy stare kobiety przy słodkiej nalewce i cukierkach. Prosiliśmy je, by śpiewały i opowiadały, przez co udało się uratować wiele dóbr kultury ludowej.
Treichel był zasłużonym etnologiem. W pośmiertnym wspomnieniu o Alexandrze Treichelu w „Königsberger Hartungsche Zeitung” z 6 sierpnia 1901 znajduje się opis i ocena jego pasji badawczej i kolekcjonerskiej: (...) W świecie naukowym był uznawany za swoisty fenomen, za oryginała, który samodzielnie wybierał sobie tematy badawcze i samemu je opracowywał. Treichel nie wychodził od uczonych studiów, ale w kontaktach z ludem widział źródło swojego poznania. (...) Nie krępowały go samotne wyprawy, podczas których rozprawiał z robotnikami i czeladnikami na wszelkie interesujące go tematy, korzystając z dialektu i specyficznego żargonu tych ludzi. Stąd też chętnie jeździł pociągiem czwartą klasą, by zaprzyjaźnić się z prostymi ludźmi i w ten sposób wysłuchać wszystkich ciekawostek. (...) Treichel rozumiał pojecie etnografii w najszerszym tego słowa znaczeniu i zwracał uwagę na pozornie nieistotne detale, podobnie jak jego mistrz Jacob Grimm”..

## Publikacje
(z niemieckiej Wikipedii)
- Geschichte Westpreußischer Güter (Historia towarów Prus Zachodnich): B. Parzkow, Kreis Neustadt: Bestätigungs-Urkunde für Melchior von Parzkow, ausgestellt von Sigismund I., König von Polen, am 19. Juni 1529. W: Zeitschrift des historischen Vereins für den Regierungsbezirk Marienwerder (Powiat Neustadt: Świadectwo bierzmowania dla Melchiora von Parzkowa, wystawione przez króla polskiego Zygmunta I 19 czerwca 1529 r. W: Dziennik stowarzyszenia historycznego dla powiatu Marienwerder),  Zeszyt 8, Marienwerder 1883, S. 91–106 (Google Books).
- Die Putziger Raths-Archivalien (Archiwa Putzigera Ratha). W: Zeitschrift des historischen Vereins für den Regierungsbezirk Marienwerder,  Zeszyt 14, Marienwerder 1884, S. 1–45 (Google Books).
- Nachtrag I. zu den Steinsagen. W: Zeitschrift des historischen Vereins für den Regierungsbezirk Marienwerder,  Zeszyt 14, Marienwerder 1884, S. 46–49 (Google Books).
- Steinsagen (Fortsetzung). Nachtrag zum Sackstein von Gr. Boschpol. W: Zeitschrift des historischen Vereins für den Regierungsbezirk Marienwerder. Dwudziesty Zeszyt, Marienwerder 1886, S. 65–68  (Google Books).
- Fünf andere Sagen. W: Zeitschrift des historischen Vereins für den Regierungsbezirk Marienwerder. Dwudziesty Zeszyt, Marienwerder 1886, S. 68–71  (Google Books).
- Allerlei Spuk. W: Zeitschrift des historischen Vereins für den Regierungsbezirk Marienwerder. Dwudziesty Zeszyt, Marienwerder 1886, S. 71–72  (Google Books).
- Die Putziger Raths-Archivalien: II. Die Schöffenbücher. W: Zeitschrift des historischen Vereins für den Regierungsbezirk Marienwerder. Dwudziesty Zeszyt, Marienwerder 1886, S. 73–87  (Google Books).
- Räthselhaftes Petschaft. W: Zeitschrift des historischen Vereins für den Regierungsbezirk Marienwerder. Dwudziesty Zeszyt, Marienwerder 1886, S. 87–90  (Google Books).
- Das Beutnerecht von Gemel. W: Zeitschrift des historischen Vereins für den Regierungsbezirk Marienwerder,  Zeszyt 23, Marienwerder 1889, S. 1–17 (Google Books).
- Steinsagen und historische Sagen. W: Zeitschrift des historischen Vereins für den Regierungsbezirk Marienwerder,  Zeszyt 23, Marienwerder 1889, S. 18–22 (Google Books).
- Provinzielle Sprache zu und von Thieren und ihre Namen. W: Altpreussische Monatsschrift, NF, Tom 29, Königsberg in Pr. 1892, S. 151–212  (Google Books).
- Schlossberg von Mehlken, Kreis Carthaus (nebst Anhängen), in: Verhandlungen der Berliner Gesellschaft für Anthropologie, Ethnologie und Urgeschichte. Edytowany przez Rud. Virchow. Rocznik 1897, Verlag Asher & Co., Berlin 1897, S. 58–82 (Google Books).
- Mehlken, Kreis Carthaus (historischer Nachtrag), in: Verhandlungen der Berliner Gesellschaft für Anthropologie, Ethnologie und Urgeschichte. Edytowany przez Rud. Virchow. Rocznik 1897, Verlag Asher & Co., Berlin 1897, S.129–131 (Google Books).